# Obok mnie (album)
Obok mnie – debiutancki album Oli, wydany 6 grudnia 2014 roku w wersji digital download. 23 stycznia 2015 album ukazał się w wersji CD.

## Lista utworów
1. "Obok mnie" — 4:03
2. "Jej ostatni rok RMX" (gościnnie: Doniu— 3:30
3. "Lepszy świat" — 3:03
4. "Zabieram uśmiech" (gościnnie: Krasza)— 3:34
5. "Fundament" — 3:06
6. "Uwierz" — 2:53
7. "Getto" — 3:56
8. "Emocje" — 3:40
9. "Odległość" — 2:42
10. "Czas jest nasz" — 3:03
11. "Iluzja" — 3:13
12. "Nie zatrzymasz mnie" — 3:26
13. "Jak najdalej" — 3:40
14. "Spacer" — 3:47
15. "Jej ostatni rok" (akustycznie) — 3:21
16. "Cień" — 3:27